# Decolonización bacteriana
La decolonización bacteriana o simplemente decolonización es una intervención médica que intenta librar a un paciente de un patógeno resistente a los antimicrobianos como Staphylococcus aureus resistente a la meticilina (MRSA) o Candida resistente a los antimicóticos.
Al tratar de manera preventiva a los pacientes que se han colonizado con un organismo resistente a los antimicrobianos, se reduce la probabilidad de que el paciente desarrolle infecciones asociadas a la atención sanitaria que pongan en peligro su vida. Los sitios comunes de colonización bacteriana incluyen las fosas nasales, la ingle, la cavidad oral y la piel.